# بوت إعادة التدوير

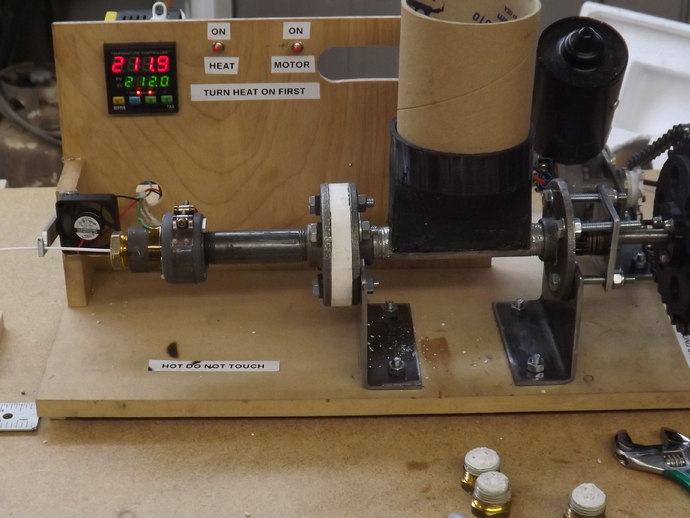
آلة بثق خيوط ليمان

بوت إعادة التدوير هو جهاز مفتوح المصدر لتحويل النفايات البلاستيكية إلى خيوط للطابعات ثلاثية الأبعاد مفتوحة المصدر مثل RepRapإن صنع خيوط الطابعة ثلاثية الأبعاد في المنزل أقل تكلفة وأفضل للبيئة من شراء خيوط الطابعة ثلاثية الأبعاد التقليدية باتباع تقليد RepRap هناك تصميمات روبوت إعادة التدوير التي تستخدم في الغالب أجزاء قابلة للطباعة ثلاثية الأبعاد يمكنك رؤية هذا الجهاز المرخص بـ GPLv3 في الشكل.

## التحفيز والفوائد
لقد ثبت أن طابعات RepRap ثلاثية الأبعاد تعمل على تقليل التكاليف بالنسبة للمستهلكين من خلال تعويض المشتريات التي يمكن طباعتهاتشكل المواد الخام البلاستيكية المستخدمة في RepRap أحد المجالات التي لا يزال من الممكن خفض تكلفتها. في عام 2014، أشار البروفيسور جوشوا بيرس إلى أن سعر التجزئة لخيوط Filament يتراوح بين 36 و50 دولارًا للكيلوغرام، ويمكنك إنتاج خيوطك الخاصة مقابل 10 سنتات للكيلوغرام إذا كنت تستخدم البلاستيك المعاد تدويرهوبالتالي، يمكن للجهاز أن يعزز من قدرة RepRap على تحمل التكاليف من خلال تقليل تكاليف التشغيلبالإضافة إلى ذلك، من خلال تقليل اعتماد المستهلكين على المنتجات المشتراة، جعل RepRap وrecyclebot من الممكن استخدام الطباعة ثلاثية الأبعاد في التصنيع على نطاق صغير للمساعدة في التنمية المستدامةوقد افترضت مؤسسة الخيوط الأخلاقية أن إنتاج الخيوط المعاد تدويرها يمكن أن يوفر أيضًا مصدر دخل بديلأو كشكل من أشكال خيوط التجارة العادلةوقد ثبت أيضًا أنه يعمل على تحسين وقت استرداد الطاقة حتى بالنسبة لتقنيات الطاقة الخضراء المعروفة مثل الطاقة الشمسية الكهروضوئية.

## التكنولوجيا
RecycleBot هو مشروع أجهزة مفتوح المصدر وبالتالي فإن خططه متاحة مجانًا على الإنترنت.
- تم إنشاء RecycleBot بواسطة أكاديميين في كندا والولايات المتحدة على Appropedia وعلى RepRap Wiki، على سبيل المثال، تتوفر القائمة الكاملة للأجزاء أو قائمة المواد للمكونات المعدنية والإلكترونية وأدوات التحكم على Thingiverse.[17][18]
- آلة بثق خيوط ليمان، روبوت إعادة تدوير منزلي الصنع.

## التاريخ
تم اشتقاق تاريخ RecycleBot إلى حد كبير من العمل على RepRap Wiki بموجب ترخيص التوثيق الحر GNU 1.2.
تم تطوير أول روبوت لإعادة التدوير بواسطة طلاب في جامعة فيكتوريا في ويلينغتون، نيوزيلنداكان هذا التصميم بمثابة دليل على المفهوم وتم تشغيله يدويًا، وبالتالي كان له بصمة بيئية صغيرة، لكنه لم يخلق خيوطًا ذات جودة عالية بما يكفي لتكون مفيدة للطابعات ثلاثية الأبعاد. كان تصميم جهاز بثق النفايات البلاستيكية (Recyclebot v2.0 وv2.1) الذي تم تطويره في جامعة كوينز بكندا ومعهد ميشيغان للتكنولوجيا متأثرًا بشكل كبير بجهاز البثق Web4Deb، الذي يبثق مادة البولي إيثيلين عالية الكثافة لاستخدامها كوسيلة نمو في الزراعة المائيةتم تطوير هذا التصميم لروبوت إعادة التدوير واختباره ونشره في أدبيات النماذج الأولية السريعة التي تمت مراجعتها من قبل النظراءلقد أثبت هذا الجهاز فعاليته في إنتاج خيوط الطباعة ثلاثية الأبعاد. يتم تطوير Recyclebot v2.2 بواسطة Michigan Tech في مجموعة أبحاث تكنولوجيا الاستدامة المفتوحة.
لقد قام العديد من المصممين أو المتحمسين للأعمال اليدوية بصنع إصدارات مختلفة من RecycleBots. الأكثر شهرة هو جهاز بثق الخيوط Lyman. فاز ليمان وهو مهندس متقاعد، بمسابقة تصميم لإنشاء نظام تصنيع خيوط ثلاثية الأبعاد منخفض التكلفةاعتبارًا من عام 2014، كان هناك العديد من أنواع روبوتات إعادة التدوير، وكثير منها في المراحل الأولى من التسويق التجاري، تم تطبيق تقنية Recyclebot على الطابعات المعلقة للسماح بتصنيع جزيئات مدمجة من المطبوعات الكبيرة دون الحاجة إلى تشكيل خيوط أولاً.

## التنبؤات المستقبلية
افترض جيريمي ريفكين أن إعادة التدوير باستخدام روبوتات إعادة التدوير والإنتاج الموزع باستخدام الطباعة ثلاثية الأبعاد سيؤدي إلى مجتمع خالٍ من التكلفة الهامشيةتساءل مؤلف الخيال العلمي بروس ستيرلنج في مجلة Wired عما إذا كان من الممكن استخدام روبوتات إعادة التدوير والطابعات ثلاثية الأبعاد لتحويل النفايات إلى أسلحةيمكن أن توفر روبوتات إعادة التدوير طريقة جديدة لإعادة التدوير.